# Fasce mollettiere

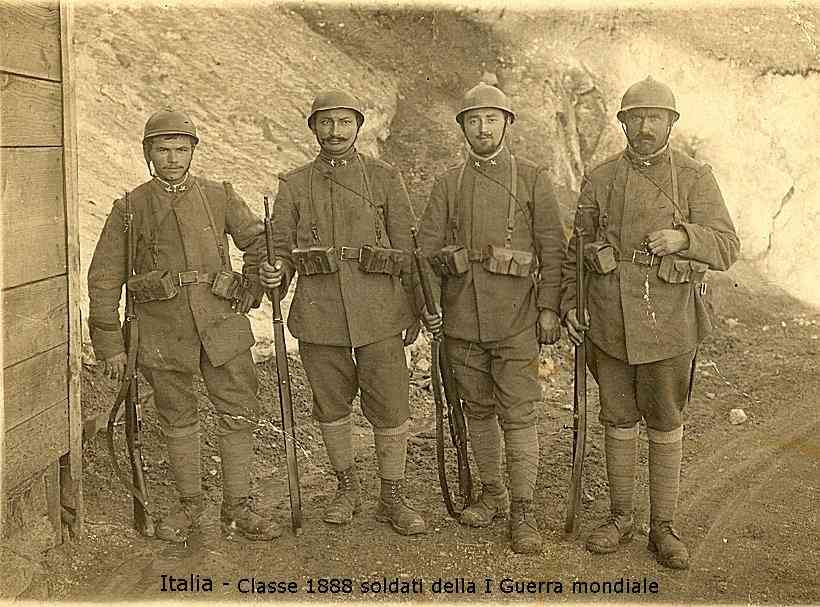
Fanti italiani della Grande Guerra che indossano le fasce mollettiere tra ginocchio e piede

Le fasce mollettiere erano un capo di abbigliamento caratteristico delle uniformi di quasi tutti i Paesi partecipanti alla prima guerra mondiale. Utilizzate per un certo periodo in seguito alla fine del conflitto, esse sono successivamente cadute in disuso in favore delle ghette e delle uose di tela. Insieme all'elmetto Adrian Mod. 16 e alla trincea, esse costituiscono un'icona immediatamente riconoscibile della prima guerra mondiale.

## Origini
Il nome deriva dal francese bande Molletière, e sono rappresentate  fin da l'antichità in moltissimi esempi: dai mosaici romani dove sono portati da contadini e soprattutto da cacciatori, all'arazzo di Bayeux indossato dai soldati di entrambi gli schieramenti, oltre a miniature medievali e raffigurazioni pittoriche di ogni epoca, ed essendo una valida ed economica alternativa di stivali o ghette da noi italiani confusi con le uose, il suo uso viene spesso associato alla pastorizia e a viaggiatori e pellegrini appartenenti alle classi più povere e umili.

## Caratteristiche e uso
Le fasce mollettiere erano concepite per proteggere polpacci e stinchi da urti e graffiature, nonché per evitare che l'acqua penetrasse all'interno degli scarponi. Esse venivano di norma indossate al di sopra del bordo superiore degli scarponi, e avvolte intorno alla gamba fino a raggiungere il margine inferiore del ginocchio. Con l'uso, tale modalità di utilizzo fu sovvertita dai soldati in favore di una maggiormente pratica. Le fasce venivano infatti indossate al di sotto di calze di lana e scarponi. In questa maniera era possibile togliere questi ultimi senza dover disfare le fasce. La memorialistica riporta che le fasce presentavano alcuni problemi pratici. Nell'ambiente di trincea esse tendevano ad assorbire acqua e a gonfiarsi, interferendo con la circolazione. Una volta asciutte, poi, tendevano a cadere, aggiungendo disagio alle condizioni dei soldati in trincea.